# Casa Tizzoni
Casa Tizzoni è un edificio medievale di Pisa, situato in via San Martino 21-27.
La costruzione originaria doveva risalire al XII o XIII secolo: di quell'epoca sono i pilastri e le mensole in pietra verrucana che ancora si possono vedere sulla facciata. Ai piani alti le strutture portanti invece che in pietra sono in mattoni, come gli archi ribassati che sostenevano i solai. L'arco più a sinistra al pian terreno presenta anche una ghiera leggermente sporgente e lavorata.
Il paramento conserva anche una scultura, frammento di un sarcofago romano del III secolo d.C., forse una musa, che la tradizione popolare ha identificato come la leggendaria eroina pisana Kinzica de' Sismondi.

## Altre immagini

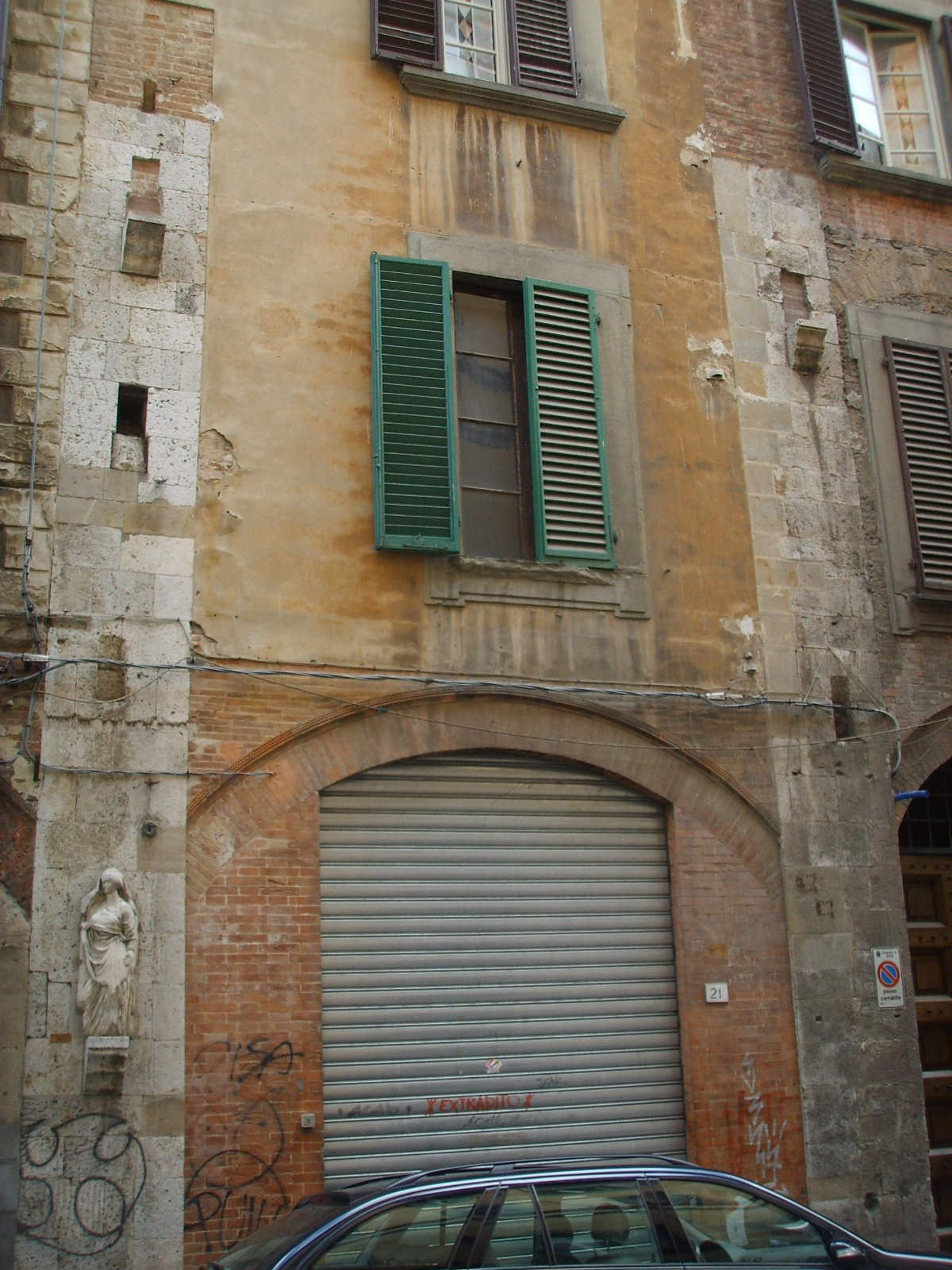
Dettaglio della facciata
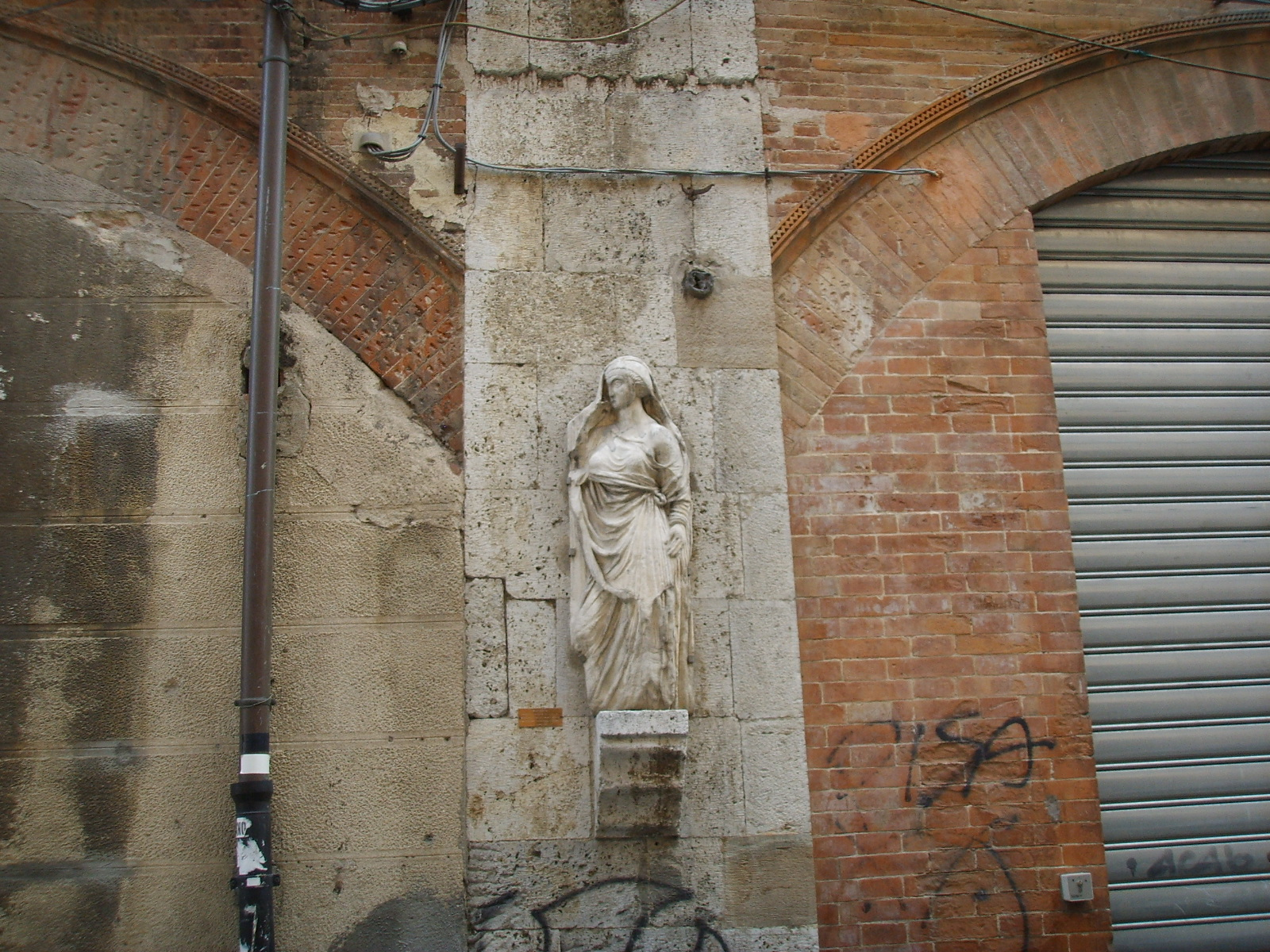
La Kinzica
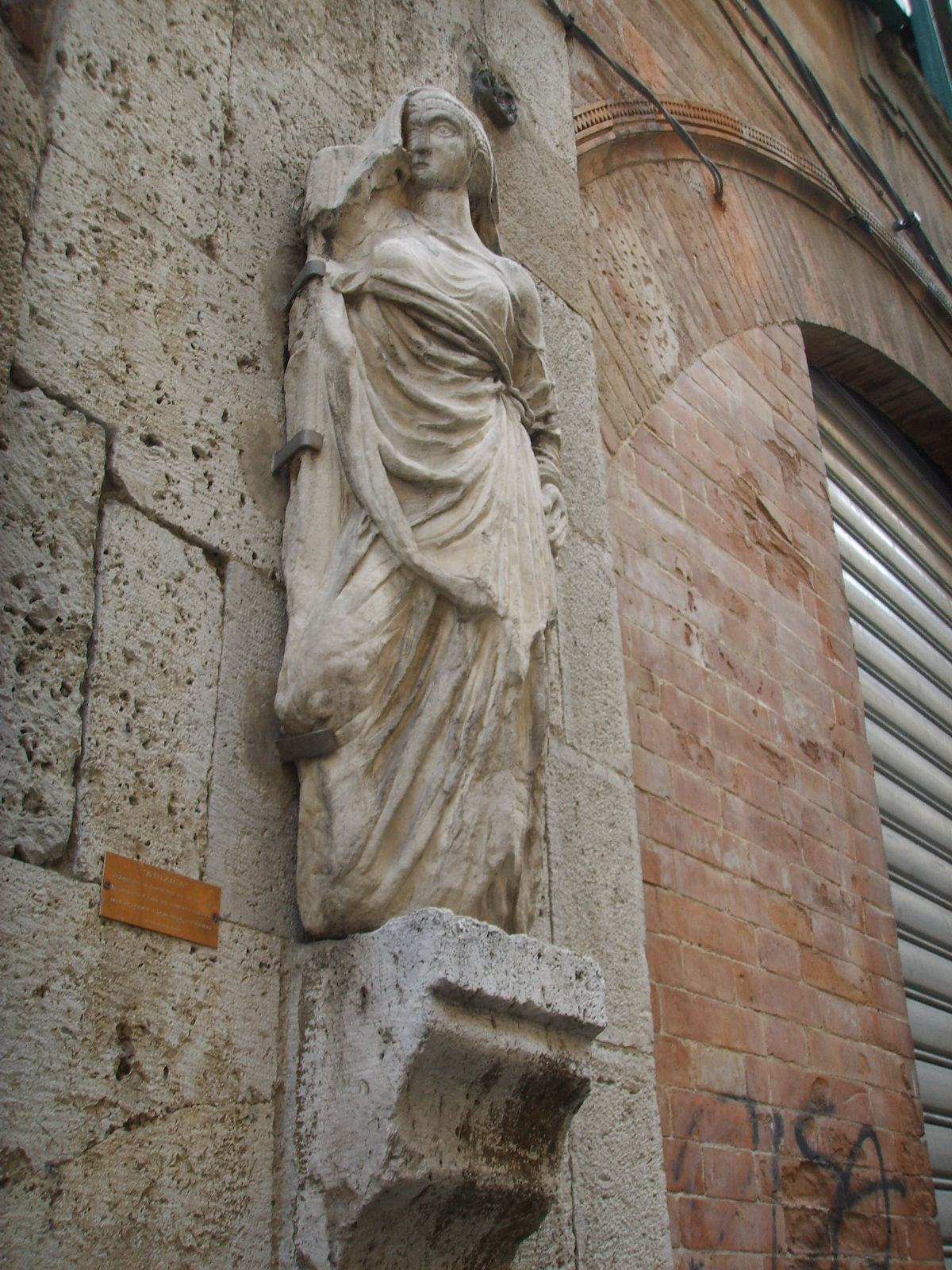
La Kinzica